# 1737 Severny
1737 Severny eller 1966 TJ är en asteroid i huvudbältet som upptäcktes den 13 oktober 1966 av den ryska astronomen Ljudmjla Tjernych vid Krims astrofysiska observatorium på Krim. Den har fått sitt namn efter den sovjetiska astronomen Andrej Severnyj.
Asteroiden har en diameter på ungefär 21 kilometer och den tillhör asteroidgruppen Eos.